# Ashcan School
Ashcan School (Ash Can School, Ashcan-skolen, 'affalds-' eller 'skraldespandsskolen') var en realistisk kunstnerisk bevægelse i USA i begyndelsen af 1900-tallet, mest kendt for scener fra dagliglivet i New Yorks fattige kvarterer.
Bevægelsen sættes også i forbindelse med gruppen The Eight, der havde fem medlemmer med tilknytning til Ashcan-skolen: William Glackens (1870-1938), Robert Henri (1865-1929), George Luks (1867-1933), Everett Shinn (1876-1953) og John French Sloan (1871-1951), desuden Arthur B. Davies (1862-1928), Ernest Lawson (1873-1939) og Maurice Prendergast (1859-1924). Alle fem medlemmer af Ashcan School studerede hos Thomas Pollock Anshutz ved Pennsylvania Academy of the Fine Arts.
Kunstnerne i Ashcan School opponerede imod den dannede eller fornemme amerikanske impressionisme der repræsenterede spidsen af amerikansk kunst på den tid. Gruppens arbejder, der generelt var holdt i mørke toner, fangede spontane øjeblikke og fremstillede prostituerede, alkoholikere, slagtede svin, overfyldte lejligheder med vasketøj på snore, bokse- og brydekampe. At de så ofte fokuserede på fattigdom og bylivets dagligdag, fik amerikanske kritikere til at placere bevægelsen i udkanten af "moderne" kunst, hvilket navnet skulle referere til.